# 石踏一榮
石踏一榮（1981年4月25日—）是日本輕小說作家。千葉縣出身。興趣是GUNPLA、神奇寶貝。
2005年，以《電蜂 DENPACHI》獲得富士見書房主辦的第十七屆Fantasia長篇小說大獎的特別獎，翌年此作品出版而正式出道。同年（2006年）第二作《SLASH/DOG》出版，再兩年（2008年）第三作《惡魔高校D×D》出版，此作被改編成動畫與漫畫，並由台灣角川代理中文版，在華人圈的知名度因此提高。
2014年2月6日，受邀擔任第二屆台北國際動漫節，台灣角川的來賓。在南港會場和西門町安利美特各舉辦一場《惡魔高校D×D》的作者簽名會。在活動中和觀眾一起大喊數次「おっぱい」（中譯：胸部，這裡指乳房）。

## 作品列表
富士見Fantasia文庫
- 電蜂 DENPACHI（插畫：結賀理、2006年1月初版、ISBN 978-4-82911-788-0）
- SLASH/DOG（插畫：横溝大輔）
  - （2006年8月初版、ISBN 978-4-82911-849-8）
- 惡魔高校D×D（插畫：美山零）
  - （2008年9月初版、ISBN 978-4-82913-326-2）
  - （2008年12月初版、ISBN 978-4-82913-358-3）
  - （2009年4月初版、ISBN 978-4-82913-391-0）
  - （2009年9月初版、ISBN 978-4-82913-427-6）
  - （2009年12月19日初版、ISBN 978-4-8291-3470-2）
  - （2010年3月20日初版、ISBN 978-4-8291-3500-6）
  - （2010年7月17日初版、ISBN 978-4-8291-3540-2）
  - （2010年12月17日初版、ISBN 978-4-8291-3593-8）
  - （2011年4月20日初版、ISBN 978-4-8291-3628-7）
  - （2011年9月17日初版、ISBN 978-4-8291-3677-5）
  - （2012年1月20日初版、ISBN 978-4-8291-3720-8）
  - （2012年4月20日初版、ISBN 978-4-8291-3749-9）
  - （2012年9月20日初版、ISBN 978-4-8291-3798-7）
  - （2013年1月19日初版、ISBN ISBN 978-4-8291-3845-8）
  - （2013年6月20日初版、ISBN 978-4-8291-3898-4）
  - （2013年10月19日初版、ISBN 978-4-04-712912-2）
  - （2014年2月20日初版、ISBN 978-4-04-070031-1）
  - （2014年6月20日初版、ISBN 978-4-04-070127-1）
  - （2014年11月20日初版、ISBN 978-4-04-070146-2）
- 墮天的狗神 -SLASHDØG-（插畫：木耳）